# Mechowiec
Mechowiec – wieś w Polsce położona w województwie podkarpackim, w powiecie kolbuszowskim, w gminie Dzikowiec.
| SIMC    | Nazwa   | Rodzaj    |
| ------- | ------- | --------- |
| 0662020 | Podlas  | część wsi |
| 0662037 | Ruda    | część wsi |
| 0662043 | Zagrody | część wsi |

W latach 1954–1959 wieś należała i była siedzibą władz gromady Mechowiec, po jej zniesieniu w gromadzie Dzikowiec Stary. W latach 1975–1998 miejscowość administracyjnie należała do województwa rzeszowskiego.
Mechowiec jako wioska powstała w XVI wieku, przy szlaku prowadzącym z Cmolasu do Raniżowa. Przez pewien okres funkcjonowała jako samodzielna gmina. Z chwilą tworzenia się gmin zbiorowych tj. w 1935 roku Mechowiec, został włączony do gminy Dzikowiec. Nazwa wsi Mechowiec związana jest z roślinnością głównie mchem, gęsto porastającym obszary dawnej Puszczy Sandomierskiej obejmującej wioskę i okolice.
Obecnie najstarszą częścią Mechowca jest "Ruda", której nazwa wywodzi się od wydobywanej na tym terenie rudy darniowej między XVI-XVIII w. Istnieją także przysiołki: Zagrody i Podlas. Wioska liczy ok. 675 mieszkańców, obejmuje obszar 576 hektarów, na którym funkcjonuje ok. 130 gospodarstw (stan z 2004 roku).
Ważne obiekty:
- Publiczna Szkoła Podstawowa w Mechowcu
- Przedszkole w Mechowcu
- Kościół filialny pw. Trójcy Świętej z elektrycznym napędem dzwonów wybudowany w latach 1982-1986, należący do parafii Przemienienia Pańskiego w Cmolasie[6]
- Wiejski Dom Kultury z Filią Publicznej Biblioteki oraz remizą strażacką
- Przepompownia wody przy rzece Przyrwa
- Sklep spożywczy "SCH" na "Rudzie"